# OKK Beograd
OKK Beograd je jedan od najpoznatijih srpskih košarkaških klubova.

## Nazivi kluba
- 1945. – 1949. : Metalac Beograd
- 1949. – 1958. : BSK Beograd
- 1958. – 1974. : OKK Beograd
- 1974. – 1985. : Beko Beograd
- od 1985. : OKK Beograd

## Uspjesi
Kup Radivoja Koraća
- Finalist: 1972.

Prvenstvo Jugoslavije
- Prvak: 1958., 1960., 1963., 1964.
- Doprvak: 1962.
- Trećeplasirani: 1961., 1965.

Jugoslavenski kup
- Pobjednik: 1960., 1962.
- Finalist: 1959.

Kup Srbije i Crne Gore
- Pobjednik: 1993.

## Klupske legende (igrači i treneri)
- Miodrag-Sija Nikolić
- Slobodan Gordić
- Žarko Knežević
- Radivoj Korać

- Zoran Maroević
- Aleksandar Nikolić
- Momčilo Pazmanj
- Bogomir Rajković
- Trajko Rajković
- Borislav Stanković
- Rajko Žižić